# Proyecto Cadmus
Proyecto Cadmus es un proyecto ficticio de Ingeniería genética en el Universo de DC Comics. Sus creaciones notables incluyeron el Golden Guardián (un clon del guardián original), Auron, y Dubbilex, un telépata DNAlien que se asemeja a un alien gris alto con cuernos. Sus descendientes del siglo 31 ejecutan el proyecto clon de la Liga de la Justicia 3000.

## Historia de la publicación
El proyecto Cadmus fue creado por Jack Kirby como el Proyecto de ADN en el Superman's Pal Jimmy Olsen # 133 (octubre de 1970), y fue dirigido por la ex Legión de los Newsboys.

## Historia de la organización ficticia
El proyecto Cadmus fue fundado por Dabney Donovan, Reginald Augustine y Thomas Thompkins. Las instalaciones de Cadmus fueron construidas originalmente en un gran acueducto abandonado fuera de Metrópolis. La exploración pronto descubrió una gran variedad de cavernas cerca de las instalaciones. Esto sería importante más tarde.
Dabney Donovan fue finalmente despedido del Proyecto porque sentía que nunca debería haber límites en la comprensión del potencial del código genético. Donovan había sido ampliamente acreditado para las creaciones no humanas del Proyecto, llamadas "DNAliens" (seres humanos clonados entonces genéticamente alterados para descubrir el potencial sobrehumano, mientras que también les daba una apariencia más "alien"), varios clones normales, monstruos basados En las películas de terror favoritas de Donovan (que vivían en un pequeño planeta artificial en la Tierra llamado Transilvane). Uno de los DNAliens llamado Dubbilex se convirtió en un destacado miembro del personal.
También hay "step-ups" que se llaman a sí mismos "Hadas", súper hippies que han desarrollado una base de conocimiento evolucionada, y desarrollado tecnología de transporte y defensa más allá de la comprensión de los seres humanos modernos. Los hadas viven fuera del control directo de Cadmus, viviendo dentro de una "montaña del juicio" móvil, que los mantiene constantemente ocultos de los asuntos tanto de Cadmus como de la sociedad en general. Antes de trasladarse a la montaña, los hadas vivían en un bosque de casas vivas de árboles llamado el hábitat, que está justo fuera de algunas de las principales instalaciones de Cadmus.
El Proyecto tiene un "número opuesto" en la forma de la Fábrica del Mal, un proyecto de creación de monstruos creado por Darkseid como parte de Intergang y dirigido por dos de sus sirvientes llamados Simyan y Mokkari. Originalmente fueron creados en el Proyecto Cadmus, pero debido a la crueldad de la experimentación que experimentaron a manos del Dr. Dabney Donovan, desarrollan un gran odio hacia toda la humanidad. Forman un enclave científico llamado "Brigadoom" como un medio de complacer a Darkseid creando un ejército de construcciones genéticas monstruosas. Están constantemente creando entidades para ayudar a Darkseid a dominar la Ecuación Anti-Vida, cuyas pistas existen en la Tierra. Esto permitiría a Darkseid ya sus lacayos como Simyan y Mokkari gobernar sobre sus alrededores.
Después de la Crisis en tierras infinitas, el proyecto fue reintroducido como proyecto Cadmus, nombrado después de la leyenda griega de Cadmus, que creó a guerreros de los dientes de un dragón.
Antes de crear el Proyecto de ADN, Kirby había escrito una historia de clonación llamada "The Cadmus Seed" en Alarming Tales.
La versión posterior a la crisis hizo su primera aparición en Superman Annual # 2 (1988). Fue responsable de la creación del nuevo Superboy, clonado a partir de material genético obtenido tanto de Superman como de Lex Luthor (originalmente, el ADN humano fue identificado como el del director del proyecto, Paul Westfield). Superboy es liberado posteriormente por los clones de la Legión de los Newsboy, que ahora, como adultos, están trabajando para Cadmus. Un clon de Guardián, otro héroe de mucho tiempo, trabaja en la instalación. Como antes, otro destacado miembro del personal es Dubbilex, un "DNAlien" con poderes telepáticos.
Cadmus es dirigido por un tiempo por el director Westfield. Después de la muerte de Superman a manos de Doomsday, Westfield obtuvo el cuerpo de Superman robado y trabajo por los científicos de Cadmus en The Legacy of Superman # 1 (1993). Después de que se cree la aproximación más cercana de su ADN, Westfield tiene un clon Guardian llamado Auron asaltando los clones de la Legión de los Newsboys y sus "padres" adultos en un esfuerzo por adquirirlo. Auron casi mata a los clones, haciéndolos chocar con la tierra en el Hábitat, antes de que sus recuerdos guardianes vayan a la vanguardia. Lleva la única copia del ADN al espacio. La Legión adulta entonces desafía abiertamente a Westfield y piensa dejar Cadmus.
Dabney Donovan, todavía loco, regresa varias veces para plagar a Cadmus, como capturar a la Legión adulta y someterlos a varios tormentos. También se aliaría con fuerzas de Apokolips.
Cadmus va a la guerra con las fuerzas de Lex Luthor en una historia de Superman llamada "The Fall of Metropolis". Esta historia cuenta con una "plaga clónica" con muchos clones que se enferman e incluso mueren. Westfield es asesinado por Donovan. Cadmus es aparentemente destruido por completo, pero el proyecto simplemente había tomado la oportunidad de ir a la clandestinidad.

### Nueva gestión
En Superboy # 57, el Proyecto fue puesto bajo nueva gerencia, después de la jubilación de los Newsboys. El nuevo jefe de proyecto es Mickey "the Mechanic" Cannon, un ex residente de Suicide Slum con la reputación de poder "arreglar" cualquier cosa, un automóvil o un país. El nuevo jefe de genética es el Dr. Serling Roquette, un genio adolescente con un aprieto por el Guardian y Superboy. Dabney Donovan también es traído de vuelta, bajo la guardia armada. Cannon hizo a Cadmus más abierto al público.
Poco después de esto el Proyecto pasó temporalmente bajo el control de la Fábrica del Mal, ahora revelado para ser parte de una organización llamada La Agenda. Esta es dirigida por la exesposa de Lex Luthor, la condesa. La Agenda se ocupa de la clonación para sus propios fines. Uno de sus agentes, Amanda Spence asesina a la novia de Superboy, Tana Moon. La Agenda sufre retrocesos a manos de multitudes de superhéroes, incluyendo a los seres superpoderosos mutinos de dentro de sus propias filas. Otros personajes forman otra célula de resistencia y en última instancia derrota a la "Fábrica de Mal".

### Finales
Cuando Luthor fue elegido presidente de los Estados Unidos, Cannon y el Guardian se sintieron incómodos con la cantidad de presión gubernamental sobre el Proyecto. Después de la Guerra de Imperiex, todo el proyecto se desvanece. Las instalaciones abandonadas, tres millas debajo de Metrópolis, se ven más adelante. Lex Luthor (ya no presidente) y varios de sus asociados se han apropiado de los edificios para sus propios usos.
Durante la maxi-serie Seven Soldiers, se menciona que Cadmus había cerrado y vendido los derechos al nombre y la semejanza de Guardian a un periódico con sede en Nueva York llamado The Manhattan Guardian. El periódico terminó usando el nombre y el disfraz para crear su propio superhéroe. Durante el 52, se demuestra que el Proyecto Cadmus aún existe.
No fue hasta la Cuenta atrás a la de Crisis Final 33 que el Proyecto resurge de nuevo, y todavía está dirigido por Mickey Cannon. Él persigue a Jimmy Olsen, finalmente ofreciendo al chico la oportunidad de trabajar con Cadmus para ayudar a Olsen a descubrir los misterios de sus nuevas superpotencias. Al llegar al Proyecto, Olsen es recibido por Dubbilex y Serling Roquette. Roquette lleva a Jimmy a un lado para ayudarlo a aprender sobre sus poderes. Sin embargo, cuando sus poderes comienzan a salir de control, él huye del proyecto en lugar de arriesgar a lastimar a alguien.
En el Superman's Pal Jimmy Olsen one-shot (diciembre de 2008), Jimmy descubre que Cadmus estuvo involucrado en la creación de Codename: Assassin, y regresa al Proyecto. Él descubre la instalación abandonada, excepto a Dubbilex. Dubbilex explica que todos los activos del Proyecto han sido reasignados por el Gobierno a un nuevo proyecto militar con una agenda de exterminio de extranjeros. Le dice a Jimmy el origen de Codename: Assassin, y le pide que encuentre al Guardián. Entonces muere de sus heridas. En Los Jóvenes Titanes (# 3) # 83, dos científicos casados llamados Vincent y Rochelle Barnes son presentados como enlaces de Cadmus a los Titanes, y son asignados para ayudar al equipo a rastrear a Raven después de que sea secuestrada por un demonio llamado Wyld. Durante el curso de la trama que sigue, Vincent es asesinado por una poseída señorita Marciana. Cyborg y Rochelle llevan a Miss Martian y Static a los laboratorios Cadmus después de que el primero se vuelva comatoso y este último pierde sus poderes después de una batalla con Wyld.

### Los nuevos 52
En Los Nuevos 52 (reinicio del universo DC Comics), el Proyecto Cadmus se encuentra debajo de Cadmus Industries. Kevin Kho trabajó para el Proyecto Cadmus como investigador genético bajo Martin Welman. Los compañeros de trabajo de Kevin en el Proyecto Cadmus incluyen a Tony Jay y el novio de Kevin Jody Robbins. Un día durante el empleo de Kevin Kho, Hermano Ojo activó el lado de OMAC de Kevin y casi lo hizo subir Cadmus Industries para robar su mainframe. También se reveló que Mokkari se había infiltrado en el Proyecto Cadmus como investigador en nombre de Desaad.

### Convergencia
Durante el argumento de Convergence, el Superboy de la Pre-Hora Cero ha perdido sus poderes poco después de reclamar su superidentidad. Además de su apoyo a los ciudadanos de Metrópolis atrapados bajo la cúpula, Cadmus de Pre-Zero-Hour sigue la pista del ahora superboy humano que está sufriendo profundos problemas emocionales.

## Miembros
- Dubbilex -
- Martin Welman -
- Mickey Cañón - Director de Seguridad.
- Jody Robbins - El compañero de trabajo y prometido de Kevin Cho.
- Serling Roquette - Genetista.
- Tony Jay -

### Miembros anteriores
- Amanda Spence -
- Dabney Donovan -
- Guardián - Jefe de seguridad.
- Kevin Kho - Un investigador genético que es en secreto de OMAC.
- Maestro - La forma de villano de Robby Reed la había trabajado previamente y había aprendido a hacer sus propios supervillanos a partir de las muestras de células de humanos sin nombre.[15]
- Mokkari -
- Newsboy Legión -
  - Anthony Rodriguez- Científico.
  - John Gabrielli - Científico.
  - Patrick MacGuire -
  - Thomas Thompkins -
  - Walter Johnson -
- Paul Westfield - Ex Director del Proyecto Cadmus y padre de Amanda Spence. Asesinado por Dabney Donovan.

### Creaciones del Proyecto Cadmus
- Superboy - Creación del Proyecto Cadmus. Se escapó del proyecto Cadmus y se unió a la Justicia Joven y Los Jóvenes Titanes.
- DNAngels - Un trío de mujeres hembra genéticamente diseñadas agentes del gobierno que fueron creados por Amanda Spence que empalmó el ADN de diferentes mujeres con el ADN de los jóvenes superhéroes. Su creación costó más de $ 2,000,000,000.00.[16]
  - Cherub - Un clon creado a partir del ADN de la novia muerta de Superboy Tana Moon y el ADN de Bart Allen. Ella posee supervelocidad.
  - Epifanía - Un clon creado a partir del ADN de una mujer caucásica sin nombre y el ADN de Wonder Girl. Ella tiene los mismos poderes que Wonder Girl y alas ardientes.
  - Seraph - Un clon creado a partir del ADN de una mujer afroamericana y Superboy. Posee telequinesis táctil.

## Versiones alternativas

### All-Star Superman
En el libro de no continuidad All-Star Superman, la versión moderna de Grant Morrison sobre la Edad de Plata incluye la D.N.A. PROYECTO. Que fue resucitado por un científico llamado Leo Quintum. Un comentario indica que esta organización formó parte del grupo militar 'Cadmus'. Bajo Quintum, el P.R.O.J.E.C.T.O Se dedica a "la ingeniería de nuevas formas humanas" incluyendo zánganos de los trabajadores Bizarro, gigantes (Voyager Titans) que pueden viajar a través del espacio bajo su propio poder, y microscópicos "nanonauts" desbloqueando los misterios del mundo subatómico. El objetivo final del P.R.O.J.E.C.T.O es crear un Superman de reemplazo, en caso de que algo suceda al original.
Se revela que la P.R.O.J.E.C.T.O Creó una fórmula para otorgar fuerza y durabilidad a nivel de superhombre a una persona normal, pero todos sus sujetos de prueba terminaron por agotarse. Marcado con "Do Not Open Until Doomsday", Jimmy Olsen se inyecta la fórmula y se transforma en una enorme figura de piel gris con protuberancias óseas. Jimmy logra detener a un Superman afectado por la kryptonita negra. Ambos vienen a través de su calvario, sacudido pero saludable.
Más tarde, el asistente del Dr. Quintum le pregunta qué hará la gente si Superman nunca vuelve del sol. La última página de la historia es un panel de salpicaduras del Dr. Quintum que responde "Estoy seguro de que pensaremos en algo" y mirando una gran puerta sellada etiquetada P.R.O.J.E.C.T. Y con un Superman S-shield modificado para parecerse al número 2.

### Batman del futuro
En el universo de Batman del futuro, CADMUS aún está activo y dirigido por Amanda Waller, el Dr. Thawne y otros.

### Cadmus Un Millón
El nombre "Proyecto Cadmus" ha sobrevivido hasta el siglo 853. Tienen una posición de autoridad sobre Superboy de esta época, que es el clon del original. Él toma dos asignaciones para ellos; La caza de la JLA Bizzaro Clone Terrorista y la búsqueda de las huellas de ADN Siglo XX Cadmus había detectado. Aunque Cadmus creyó que el ADN estaba en la región ártica en la Tierra, se encontró flotando en el cinturón de asteroides del Sistema Solar. Era un ser humanoide en una cámara de estase y luego se implica que el humanoide es Lobo.

### Tierra-51
Esta dimensión alterna cuenta con un Proyecto Cadmus que se convierte en el punto focal de los personajes Buddy Blank, Kamandi y Brother Eye.

### LJA: El clavo
En la historia de Elseworlds, LJA: El clavo, los laboratorios Cadmus aparecen como un campo de pruebas "Alien Research" que tiene muchos metahumanos tanto buenos como malos. Conocidos cautivos son Eclipso, Silver Banshee, Firestorm, Hawk y Dove, El Creeper, Chemo, Orquídea Negra, Congorila, Man Bat, Animal Man, Delfín, Zafiro estrella y la Bestia de la Libertad.

### Liga de la justicia 3000
En la Liga de la Justicia 3000, una versión del siglo 31 del Proyecto Cadmus ha sobrevivido durante más de un milenio con clones de los miembros originales de la Liga de la Justicia, Superman, Mujer Maravilla, Batman, Flash y Linterna Verde.

## En otros medios

### Televisión

#### Animación
- El proyecto Cadmus (también llamado Cadmus Project o simplemente Cadmus) fue presentado como un adversario de la Liga de la Justicia, en la primera temporada (tercera en general) de la serie animada Liga de la Justicia Ilimitada. Es descrito por el profesor Emil Hamilton como "corredores de poder, políticos, criminales y Operación negra con mercenarios con una cosa en común: son la última esperanza de la humanidad contra los metahumanos". Esta versión es una combinación de la versión del cómic de Cadmus, el Escuadrón Suicida (que apareció en la serie como el nombre de El equipo X, cuyo episodio es titulado del mismo nombre) y Checkmate. En la serie, Cadmus es un proyecto gubernamental diseñado para tomar precauciones contra la Liga que se hace cada vez más poderosa. El proyecto se inició cuando a Superman le fue lavado el cerebro por Darkseid en la invasión a la Tierra al final de Superman: la serie animada donde el proyecto (llamado "Proyecto: Aquiles") fue diseñado para tratar con el Hombre de Acero si volviera a atacar a la Tierra. Fue creado por Lex Luthor, y un aliado mutuo, el intolerante general Nathaniel Hardcastle, que más tarde fue asesinado por Galatea por órdenes de Cadmus. Los objetivos del proyecto se extendieron a la Liga de la Justicia después del incidente en el universo alterno donde los Amos de la Justicia tomaron el control del mundo. Los miembros de esta versión de Cadmus incluyen Amanda Waller, el profesor Hamilton, Tala, el General Wade Eiling, el Profesor Milo, Maxwell Lord, Hugo Strange, el Doctor luna y los Ultimen. Por un corto tiempo, también habían convertido al Capitán Átomo en su causa. Además, también tenían la Fuerza de Tarea X, que es el nombre oficial de la organización conocida en DC Comics como el Escuadrón Suicida, para su uso en misiones de campo arriesgadas. Más tarde se mostró que Cadmus estaba respaldado por Lex Luthor, que solo financió el proyecto bajo sus propios objetivos; Un nuevo robot Amazo con la mente consciente de Luthor implantada en ella. Después de tomar lo que necesitaba para construirlo de Cadmus, la Liga había descubierto su vínculo con la organización por lo que Luthor trató de destruir la organización mediante la toma de en un inmenso láser incorporado en la Atalaya de la Liga. Aunque el edificio fue destruido, Waller "tuvo la instalación vacía según el protocolo estándar" después de que Superman y Cazadora irumpieran para rescatar a Pregunta del interrogatorio del profesor Luna. Entonces se reveló que Brainiac estaba viviendo dentro de Luthor en ese momento, mejorando su salud física y su fuerza mientras "influía sutilmente en sus acciones". Después Batman y el resto de los miembros fundadores de la Liga de la Justicia, que Waller había liberado de la custodia, se enfrentan a un Luthor y Braniac combinados, escapando a Washington D. C. a un edificio de Cadmus para fusionarse con el corazón oscuro, una nanotecnología alienígena que la Liga derrotó gracias al Átomo. Después de que ambos fueran derrotados, Cadmus cesó operaciones contra la Liga y la Liga de Justicia anunció el establecimiento de una embajada para mejorar sus relaciones públicas. Sin embargo, hubo algunos exmiembros de Cadmus que todavía estaban en contra de la Liga de la Justicia, como Tala, que termina uniéndose a la Sociedad Secreta de Gorilla Grodd y al General Eiling. El proyecto Cadmus fue responsable de la creación de los personajes Galatea (un clon de Supergirl que se asemeja a Power Girl), Doomsday creado como un clon de superman, Banda de la Escalera Real, Volcana, Los Ultimen (un equipo de héroes genéticamente modificados que son creaciones de varios héroes creados para los Súper amigos y finalmente Terry McGinnis (Batman del futuro). Cuando el Joker tomó a la Banda de la Escalara Real de Cadmus, también robó algo de tecnología que más tarde usaría para sobrescribir su ADN en Tim Drake durante Batman del futuro: El regreso del Guasón como se explica en "Epílogo". Waller ya siendo mayor vio como batman envejecia por lo utilizó sus viejos contactos en Cadmus para iniciar "Proyecto Batman del futuro", para asegurarse de una forma u otra, "siempre habría un Batman". Así Cadmus es responsable de la continuación de la trama del Universo DC Animado en el futuro.
- Proyecto Cadmus aparece por primera vez en el episodio de la Young Justice "Día de la Independencia". El proyecto Cadmus está encabezado por los siete miembros de la Junta de Directores de Cadmus que se autodenominan "La Luz", nombre de código L-1 (Vandal Savage), L-2 (Ra's al Ghul), L-3 (Lex Luthor) L-4 (la primera Abeja reina de Bialya), L-5 (Amo del Océano), L-6 (el cerebro) y L-7 (Klarion el brujo). Según el creador de la serie Greg Weisman, los números se basan en el orden en que se unieron a la Luz. En "Día de la Independencia" y "Fuegos artificiales", el edificio de Cadmus que fue visto es dirigido por el Dr. Mark Desmond que es atendido por Dubbilex, Amanda Spence, y a un Guardian que le lavaron el cerebro. Robin, Aqualad y Chico Flash deciden investigar el Proyecto Cadmus, aunque sus mentores en la Liga de la Justicia les ordenaron que se mantuvieran al margen mientras luchaban contra Wotan. Luchan contra Dubbilex, Guardian y un grupo de criaturas de Cadmus de apariencia extraterrestre llamadas Genomorfos que consisten en G-Dwarves (el trabajador Genomorfo con tentáculos), G-Elves (guerreros Genomorfos con garras), G-Gnomes (genomorfos pequeños con telepatía), G -Sprites (genomorfos similares a insectos que se mantienen en jarras y son capaces de generar electricidad), G-Trolls (genomorfos grandes con superfuerza), y G-Goblins (genomorfo humanoides con telepatía y telequinesis) siendo el único Dubbliex. Los héroes adolescentes finalmente localizan una cámara que contiene a Superboy. Mientras se dirigen a la superficie, Robin, Aqualad, Chico Flash y Superboy se encuentran con Dubbilex, Guardian y las criaturas alienígenas que quieren su libertad de Mark Desmond. Cuando Mark Desmond se convierte en Blockbuster, derriba a Guardian luego lucha contra Robin, Aqualad, Kid Flash y Superboy. Después de que Blockbuster es derrotado por Robin, Aqualad, Chico Flash y Superboy es llevado luego por algunos de los miembros de la Liga de la Justicia, Batman afirma que Cadmus será investigado. Al día siguiente, Guardián se convierte en el nuevo jefe del Edificio Cadmus, pero lo ejecuta de manera Humana. La Luz no estaba satisfecha con lo ocurrido y prometió que Robin, Aqualad, Chico Flash y Superboy pagaran por lo que sucedió en uno de sus edificios Cadmus. En "Agendas", Superboy se encuentra con Lex Luthor en Washington D. C., quien le dice que el Proyecto Cadmus ha creado un nuevo Superclon. Guardián muestra a Superboy que ha rediseñado el edificio de Cadmus desde la derrota de Blockbuster. Superboy es contactado telepáticamente por Dubbilex preguntando qué pasaría si él encuentra a un Superclon. Después de recuperarse del ataque del Superclon, Superboy aprende de Dubbilex que el Dr. Mark Desmond y Lex Luthor encabezaron Project Match con el Superclon siendo el original con ADN Kryptoniano completo pero inestable. Dubbilex guía telepáticamente a Superboy a ciudad Genomorfo, donde los Genomorfos que faltan viven libres. Superboy termina usando los parches que Lex Luthor le ha dado para retener el ADN humano para que pueda estar en igualdad de condiciones con Match. Al superar a Match, Superboy deja de atacar cuando Guardián y los demás aparecen. Guardian afirma a Superboy que "tiene que ser de esta manera". En "Auld Acquaintance", Lex Luthor, Brain, Monsieur Mallah, Abeja Reina, Amo del Océano y Ra's al Ghul se infiltran en el Proyecto Cadmus y roban los clones que tienen incluyendo las vainas criogénicas que sostienen a Match y al original Roy Harper.
- El Proyecto Cadmus aparece en el episodio de My Adventures with Superman, "My Adventures with Mad Science", que consta de los robots Cerebro, Monsieur Mallah y OMAC. Esta versión de la organización es una rama de Task Force X con sede en una instalación forestal en las afueras de Metrópolis que fue traicionada por sus superiores por trabajar en proyectos para ayudar a la humanidad en lugar de armas.

#### Acción real
- En la serie de televisión Smallville hizo referencia a una empresa llamada "Cadmus Labs", que Lex Luthor compró. Este Cadmus era simplemente parte de un plan más grande de Luthor; Después de que fue tomada de él en una toma hostil por una mujer (que fingió amar a Lex) y su padre, resultó que el proyecto era una finta. La compañía estaba en problemas financieros y legales importantes y por lo tanto el "amante" y su padre estaban lisiados financieramente. En la temporada 10, Cadmus seguiría siendo propiedad de LuthorCorp y desarrollando secretamente la investigación genética para crear clones de Lex Luthor. Lex planeó usar estos clones para curar sus heridas, pero no pudo debido a su aparente muerte a manos de Oliver Queen. En el primer episodio de la temporada, "Lazarus" se reveló que se habían creado algunos clones incluyendo una versión joven / LX-15 y uno anciano de Lex / LX-3. El joven Lex se revela para ser un clon híbrido de Lex Luthor y Clark Kent y está viviendo con Clark Kent en Smallville. En una escena, incluso se pone el traje de Superboy que es jeans y una camisa negra con una S rojo en el pecho.
- El proyecto Cadmus se menciona por primera vez en Supergirl en el episodio de la temporada 1 "Manhunter". J'onn J'onzz y Alex Danvers descubren que Jeremiah Danvers está vivo y está detenido en la instalación. Tenía una relación de larga data con el gobierno - una razón importante por la que Superman no estaba dispuesto a trabajar con Washington. La organización aparece como una amenaza recurrente durante la segunda temporada que busca erradicar y eliminar a todos los extraterrestres de la Tierra. La organización está dirigida por Lilian Luthor, madre de Lex Luthor y la madre adoptiva de Lena Luthor. En el estreno de la temporada "The Adventures of Supergirl", Cadmus convierte a John Corben en Metallo.[23] En "Los últimos hijos de Krypton", la organización anuncia que ya no está trabajando con el gobierno. Un mole que trabaja para Cadmus se descubre dentro de la DEO. En el episodio "Crossfire", un grupo de criminales se les da secretamente armas avanzadas alienígenas por Cadmus para seguir avanzando su agenda anti-alienígena. En el episodio "Cambiando", el Proyecto Cadmus secuestra Mon-El. Kara lo rescata, con la ayuda de Jeremiah en "The Darkest Place", luchando contra otro experimento de Cadmus llamado Cyborg Superman - antiguo director de DEO Hank Henshaw. El episodio "Medusa" ve a Cadmus en un intento de propagar un virus que mataría a toda la vida extraterrestre, pero el plan es frustrado, llevando a arresto de Lillian Luthor. En el episodio "Homecoming", se revela que Jeremiah se ha unido Cadmus también.
- El Laboratorio Cadmus aparece en Titanes, episodio, "Dick Grayson". En la escena poscréditos del final de la primera temporada, muestra a Superboy y Krypto escapando de sus instalaciones en Metrópolis. En la segunda temporada, Cadmus comienza su búsqueda de Superboy con la ayuda de Mercy Graves.

### Película

#### Animadas
- ADN del Dr. Leo Quintum P.R.O.J.E.C.T. Aparece en la película All-Star Superman (basada en la aclamada serie de Grant Morrison).

#### Acción real
- Cadmus Apareció en el película de acción real de Linterna Verde, en el fondo cuándo Waller y Hector Hammond introducen el secreto superior DEO facilidad, una señal aparece: "Cadmus". Más tarde encima de un cuchillo en el Hector Hammond transformado ataca la facilidad y mata muchos guardias de seguridad (incluyendo su padre propio) hasta que la linterna Verde salva solo a Amanda Waller.

### Videojuegos
Cadmus Labs está involucrado con Superman Returns. Durante una entrevista, el productor ejecutivo del juego mencionó que entre los varios enemigos del juego estaban "los secuaces de Bizarro escapados de Cadmus Labs".
- Proyecto Cadmus aparece en DC Universe Online. En la alerta del Área 51, los jugadores se enfrentan a los soldados del Proyecto Cadmus liderados por Mickey Cannon mientras impidieron que las fuerzas de Brainiac robaran un pedazo de Kryptonita que estaba siendo retenido en los edificios del Área 51.
- En la Batman: Arkham City DLC llamada "La venganza de Harley", CADMUS se menciona en los carteles anotados alrededor de la fábrica de acero de Máscara Negra leyendo "CADMUS LABS. Construyendo un mañana más brillante".
- En el juego Flash cancelado, los soldados de Cadmus se suponía que tenían la tecnología que aprovechó en la "fuerza de la velocidad" y se permitió hacer el flash ir más lento, haciendo a los soldados tan rápido como el flash.